# Kadarići (Vareš)
Pour les articles homonymes, voir Kadarići.
Kadarići (en cyrillique : Кадарићи) est un village de Bosnie-Herzégovine. Il est situé dans la municipalité de Vareš, dans le canton de Zenica-Doboj et dans la fédération de Bosnie-et-Herzégovine. Selon les premiers résultats du recensement bosnien de 2013, il compte 120 habitants.

## Géographie
Le village est situé au bord de la rivière Žalja, un affluent de la Stavnja.

## Démographie

### Évolution historique de la population dans la localité
| 1948 | 1953 | 1961 | 1971 | 1981 | 1991 | 2013 |
| ---- | ---- | ---- | ---- | ---- | ---- | ---- |
| -    | -    | 185  | 211  | 212  | 201  | 120  |

|  |